# 卡布潜蝇姬小蜂
卡布潜蝇姬小蜂（学名：Diglyphus chabrias）是膜翅目姬小蜂科潜蝇姬小蜂属的一种昆虫，为潜蝇姬小蜂属的模式种。主要外寄生于双翅目潜叶蝇卵中。分布范围包括巴基斯坦、俄罗斯、伊朗、以色列、土耳其、西班牙、葡萄牙、匈牙利、保加利亚、德国、英国、瑞士和中国的新疆地区。

## 形态
卡布潜蝇姬小蜂雌性个体的体长为1.60～1.91毫米。虫体呈绿色并具有蓝绿色的金属光泽，上颚为黄色，单眼和复眼均为红色。触角柄节深棕色具有金属光泽。前翅透明斑大，约延伸至缘脉中部下方并闭合。